# Eurovision Choir of the Year 2017
Der Eurovision Choir of the Year fand erstmals am 22. Juli 2017 in Lettlands Hauptstadt Riga statt. Riga trug damit nach dem Eurovision Song Contest 2003 zum zweiten Mal ein Eurovision-Event aus.

## Austragungsort
Am 14. Februar 2017 gab die EBU bekannt, dass der erste Eurovision Choir of the Year in der Arena Riga, in Riga, stattfindet.

## Format

### Moderation
Am 27. Februar gab man bekannt, dass der US-amerikanische Komponist und Dirigent Eric Whitacre den Wettbewerb zusammen mit der lettischen Moderatorin Eva Johansone moderiert.

### Nationale Vorentscheidungen
Die folgende Tabelle zeigt, in welchem Modus die Teilnehmerländer die Auswahl ihres Chors vorgenommen haben.
| Land        | Nationaler Vorentscheid    |
| ----------- | -------------------------- |
| Belgien     | interne Auswahl            |
| Dänemark    | interne Auswahl            |
| Deutschland | interne Auswahl            |
| Estland     | interne Auswahl            |
| Lettland    | Latvija Dzied!             |
| Österreich  | interne Auswahl            |
| Slowenien   | interne Auswahl            |
| Ungarn      | interne Auswahl            |
| Wales       | Côr y flwyddyn yng Nghymru |

### Jury
Am 27. Februar 2017 gab man bekannt, dass eine dreiköpfige Jury den Sieger des Wettbewerbes entscheidet. Die Jury bestand aus folgenden drei Personen:
- Elīna Garanča (Lettland)
- John Rutter (Vereinigtes Königreich)
- Nicolas Fink (Schweiz)[3]

## Teilnehmer
Nur die ersten drei Plätze wurden bekanntgegeben, der Rest erhält keine Platzierung. Somit nahmen am ersten Eurovision Choir of the Year folgende Länder teil:

Teilnehmende Länder

| Platz | Startnr. | Land                 | Chor                     | Stücke                                                         | Sprache                                    |
| --- | -------- | -------------------- | ------------------------ | -------------------------------------------------------------- | ------------------------------------------ |
| 1. | 5        | Slowenien            | Carmen Manet             | Ta na Solbici & Adrca                                          | Slowenisch, Resianisch                     |
| 2. | 7        | Wales                | Côr Merched Sir Gâr      | O, Mountain, O & Traditional Welsh Lullaby & Wade in the Water | Tschechisch, Walisisch, Englisch           |
| 3. | 9        | Lettland (Gastgeber) | Spīgo                    | Grezna saule debesīs & Es čigāna meita biju                    | Lettisch                                   |
| – | 1        | Estland              | Estonian TV Girls’ Choir | Absolute Torbis                                                | Estnisch                                   |
| – | 2        | Dänemark             | Academic Choir of Aarhus | I Seraillets Have & Wiigen-Lied                                | Dänisch, Deutsch                           |
| – | 3        | Belgien              | Les Pastoureaux          | Dans la troupe & Ensemble                                      | Französisch                                |
| – | 4        | Deutschland          | Jazzchor Freiburg        | African Call & Palettes                                        | Konstruierte Sprache, Deutsch              |
| – | 6        | Ungarn               | Bela Bartok Male Choir   | Karádi nóták                                                   | Ungarisch                                  |
| – | 8        | Österreich           | Hardchor Linz            | Ave Maria & I tua wos i wü & Rah                               | Latein, Österreichisches Deutsch, Englisch |
| Dirigenten |          |                      |                          |                                                                |                                            |
| - Belgien: Philippe Favette - Dänemark: Ole Faurschou - Deutschland: Bertrand Gröger - Estland: Aarne Saluveer - Lettland: Līga Celma-Kursiete - Österreich: Alexander Koller - Slowenien: Primož Kerštanj - Ungarn: Lakner Tamás - Wales: Islwyn Evans |          |                      |                          |                                                                |                                            |

## Absagen

### Absagen und damit kein Debüt beim Eurovision Choir of the Year
| Land     | Grund und Bemerkung |
| -------- | --- |
| Norwegen | Am 5. September 2016 verkündete NRK, dass eine Teilnahme Norwegens derzeit ausgeschlossen sei, da man bereits in Let the Peoples Sing, einem weiteren Chorwettbewerb der European Broadcasting Union (EBU), teilnehme. |
| Schweden | SVT schloss am 29. Mai 2017 ein Debüt beim Eurovision Choir of the Year aus. |

## Übertragung
| Land                      | Sender                                           | Moderation/Kommentar                              |
| Teilnehmende Länder       | Teilnehmende Länder                              | Teilnehmende Länder                               |
| ------------------------- | ------------------------------------------------ | ------------------------------------------------- |
| Belgien                   | Musiq'3, La Trois                                | Camille De Rijck                                  |
| Dänemark                  | DR K                                             | Ole Tøpholm & Phillip Faber                       |
| Deutschland               | Arte, SR Fernsehen, SWR Fernsehen, WDR Fernsehen | –                                                 |
| Estland                   | ETV2                                             | Eero Raun                                         |
| Lettland                  | LTV1                                             | Edgars Raginskis                                  |
| Österreich                | ORF 2                                            | Alexander Žigo & Teresa Vogl                      |
| Slowenien                 | RTV SLO1                                         | Igor Velše                                        |
| Ungarn                    | M5                                               | Milán Bolla                                       |
| Nicht teilnehmende Länder |                                                  |                                                   |
| Albanien                  | Andri Xhahu                                      | RTSH1                                             |
| Australien                | SBS                                              | Ohne Kommentar; Übertragung am 16. September 2017 |
| Frankreich                | Arte                                             | –                                                 |
| Norwegen                  | NRK2                                             | Übertragung am 1. April 2018                      |
| Serbien                   | RTS2                                             | Silvana Grujić                                    |
| Ukraine                   | UA:Ukrajinske radio                              | –                                                 |